# تيتسورو أوتا
تيتسورو أوتا (باليابانية: 太田 徹郎) (2 يوليو 1989 في تسوتشي-أورا في اليابان – )؛ هو لاعب كرة قدم ياباني سابق كان يلعب كلاعب وسط.

## وصلات خارجية
- تيتسورو أوتا على موقع رابطة كرة القدم اليابانية للمحترفين (اليابانية)
- تيتسورو أوتا على موقع قاعدة بيانات كرة القدم.إي يو (الإنجليزية)
- تيتسورو أوتا على موقع Soccerway.com (الإنجليزية)
- تيتسورو أوتا على موقع عالم كرة القدم.نت (الإنجليزية)
- تيتسورو أوتا على موقع كووورة